# 発覚!?ティリティリ7
『発覚!?ティリティリ7』（はっかくティリティリセブン）はT-Pistonz+KMCの3枚目のオリジナルアルバム。2012年9月26日にFRAMEから発売された。品番は初回限定盤がPKCF-1086〜7。通常盤がPKCF-1088。前作の「ゴリラビートはラッキイ７」同様に福岡県の方言「リーヨ」が付いたタイトルが一曲も収録されていない。

## 収録曲
1. 打ち砕ーくっ!
  - 作詞・作曲：TPK、編曲：菊谷知樹、ブラスアレンジ：竹上良成
  - テレビ東京系列アニメ『イナズマイレブンGO』OPテーマ（第46話、第47話）
  - ニンテンドー3DSソフト『イナズマイレブンGO ダーク』OPテーマ
2. イニミニマニモッ! / トン・ニーノ
  - 作詞：KMC、作曲：山崎徹&KMC、編曲：菊谷知樹
3. ローリング☆スター / ヒロシ・ドット
  - 作詞・作曲：山崎弘、編曲：菊谷知樹
4. アレソレコレクション / KMC
  - 作詞・作曲：KMC、編曲：KMC・菊谷知樹
5. 虹を超えて天までとどけっ!
  - 作詞・作曲：TPK、編曲：菊谷知樹、ブラスアレンジ：竹上良成
  - 劇場用アニメ『劇場版イナズマイレブンGO 究極の絆 グリフォン』OPテーマ
6. おはよう!シャイニング・デイ
  - 作詞：KMC、作曲：TPK、編曲：菊谷知樹、ブラスアレンジ：竹上良成
  - テレビ東京系列アニメ『イナズマイレブンGO』OPテーマ（第34話 - 第45話）
  - ニンテンドー3DSソフト『イナズマイレブンGO シャイン』OPテーマ
7. 電撃!ティリティリ7 / トン・ニーノ
  - 作詞・作曲：山崎徹、編曲：菊谷知樹
8. 僕と君と風と太陽 / KMC
  - 作詞・作曲：KMC、編曲：菊谷知樹
9. 世界一好きだ!!!
  - 作詞：TPK、作曲：山崎弘、編曲：菊谷知樹
  - Little Blue boXのyuiがギターで参加している
10. 「ス・テ・キ」あつめよーぜ!
  - 作詞：TPK、作曲：山崎徹&KMC、編曲：菊谷知樹、ブラスアレンジ：竹上良成
  - スマートフォン用ゲーム『イナズマイレブン・アツメヨーゼ!!』OPテーマ
  - Little Blue boXのyuiがギターで参加している
11. 僕らの楽園
  - 作詞・作曲：TPK、編曲：菊谷知樹、ブラスアレンジ：竹上良成
  - 劇場用アニメ『劇場版イナズマイレブンGO 究極の絆 グリフォン』EDテーマ

## 参加ミュージシャン
TPK
トン・ニーノ : Lead Vocal
ヒロシ・ドット : Side Vocal
KMC : Rap

佐野康夫 : Drums(#1, 5, 6, 7, 10, 11)
高木貴司 : Drums(#3, 9), Timbales(#8)
スティング宮本 : Bass(#1, 5, 6, 7, 10, 11)
藤田哲也 : Bass(#3, 9)
五十嵐宏治 : Piano(#1, 5, 6, 7, 10, 11)
yui (Little Blue boX) : Guitar(#9, 10)
坂井”Lambsy”秀彰 : Percussion(#1, 5, 6, 11)
鈴木正則 : Trumpet(#1, 5, 6, 10, 11)
中野勇介 : Trumpet(#1)
LUIS VALLE : Trumpet(#6)
佐藤洋樹 : Trombone(#1, 5, 10, 11)
石戸谷斉 : Trombone(#6)
竹上良成 : Saxphone(#1, 5, 6, 10, 11)
東瞬矢 : Chorus(#7)
安藤太一 : Chorus(#7)
安藤哲太 : Chorus(#7)
菊谷幹 : Chorus(#7)
菊谷知樹 : Guitar, Programming, Soprano Saxphone(#4)

## DVD（初回限定盤）
1. 情熱で胸アツ!
2. 感動共有!